# جويل فاين
جويل فاين (بالإنجليزية: Joel Fein)‏ هو مهندس الصوت أمريكي، ولد في 19 يونيو 1944 في فيلادلفيا في الولايات المتحدة، وتوفي في 22 سبتمبر 2007 في ويتشيتا في الولايات المتحدة.

## وصلات خارجية
- جويل فاين على موقع IMDb (الإنجليزية)
- جويل فاين على موقع ميوزك برينز (الإنجليزية)
- جويل فاين على موقع قاعدة بيانات الفيلم (الإنجليزية)